# Marco Antonio Parra
Marco Antonio Parra (* 22. Januar 1985) ist ein ehemaliger mexikanischer Fußballspieler auf der Position des Stürmers. Offiziell gehörte er zum Kader der Meistermannschaft des Club Deportivo Guadalajara in der Apertura 2006, auch wenn er in dieser Spielzeit keinen einzigen Erstligaeinsatz absolvierte.

## Leben
Parra startete seine Laufbahn im Nachwuchsbereich des Club Deportivo Guadalajara und begann seine Profikarriere in dessen Reservemannschaften. Bereits im Alter von 18 Jahren wurde er vom niederländischen Trainer Hans Westerhof erstmals in die erste Mannschaft berufen und gab sein Debüt in der mexikanischen Primera División in einem am 22. Oktober 2003 ausgetragenen Heimspiel, das gegen die Tiburones Rojos Veracruz mit 3:1 gewonnen wurde. Sein erstes und einziges Tor in der Primera División erzielte er am 29. November 2003 im Rückspiel der Repechaje der Apertura 2003 gegen den Deportivo Toluca FC. Sein Ausgleichstreffer zum 2:2 in der 63. Minute ebnete zwar den Weg zum späteren 4:2-Erfolg seiner Mannschaft, der nach der 0:4-Hinspielniederlage allerdings nicht ausreichte, um das Viertelfinale zu erreichen.
Unter Hans Westerhof bestritt Parra in der Saison 2003/04 insgesamt zwölf Einsätze, doch nachdem Westerhof den Verein verlassen hatte, kamen im Lauf der nächsten drei Jahre nur noch sechs Erstligaeinsätze hinzu und Parra spielte zumeist „nur“ in den Chivas-Reservemannschaften des Club Deportivo Tapatío sowie dessen Umbenennungen als Chivas La Piedad (2004/05) und Chivas Coras (2005/06).
Im Sommer 2007 wechselte Parra zum Club León, bei dem er die nächsten zwei Jahre unter Vertrag stand und mit dem er die Zweitligameisterschaft der Clausura 2008 gewann. Über die ebenfalls in der zweiten mexikanischen Liga spielenden Mannschaften von Cruz Azul Hidalgo und Reboceros La Piedad kam er 2012 zum peruanischen Erstligisten Sport Boys, bei dem bis Jahresende unter Vertrag stand. Anschließend war er mehr als ein Jahr ohne Klub, ehe er Mitte 2014 bei Cajeteros de Celaya anheuerte. Dort spielte er ein Jahr, bis er Mitte 2015 erneut keinen neuen Klub fand und seine Karriere beendete.

## Erfolge
- Mexikanischer Meister: Apertura 2006 (mit Guadalajara)
- Mexikanischer Zweitligameister: Clausura 2008 (mit León)